# Runenstein am Dom zu Växjö

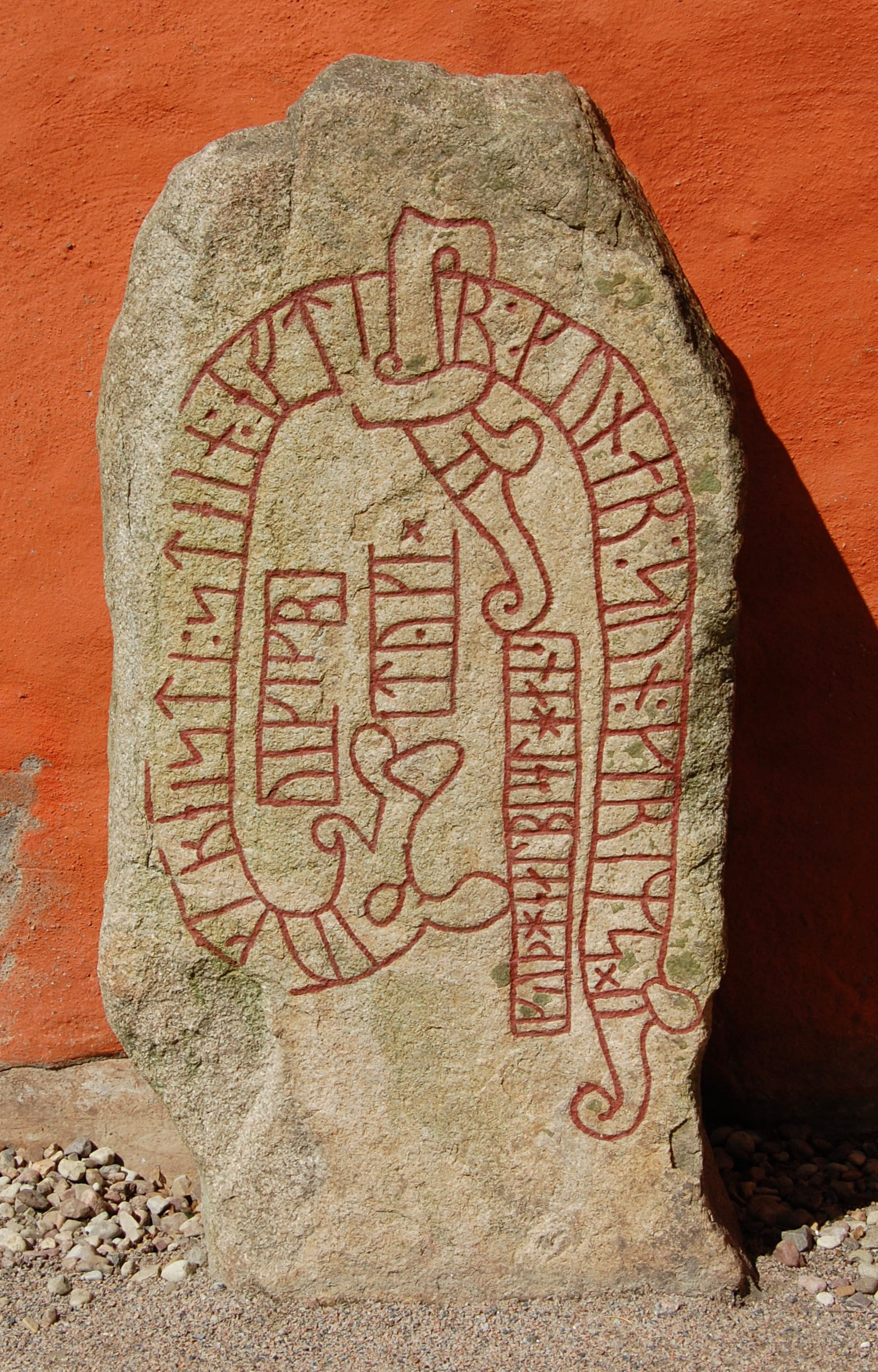
Runenstein am Dom zu Växjö

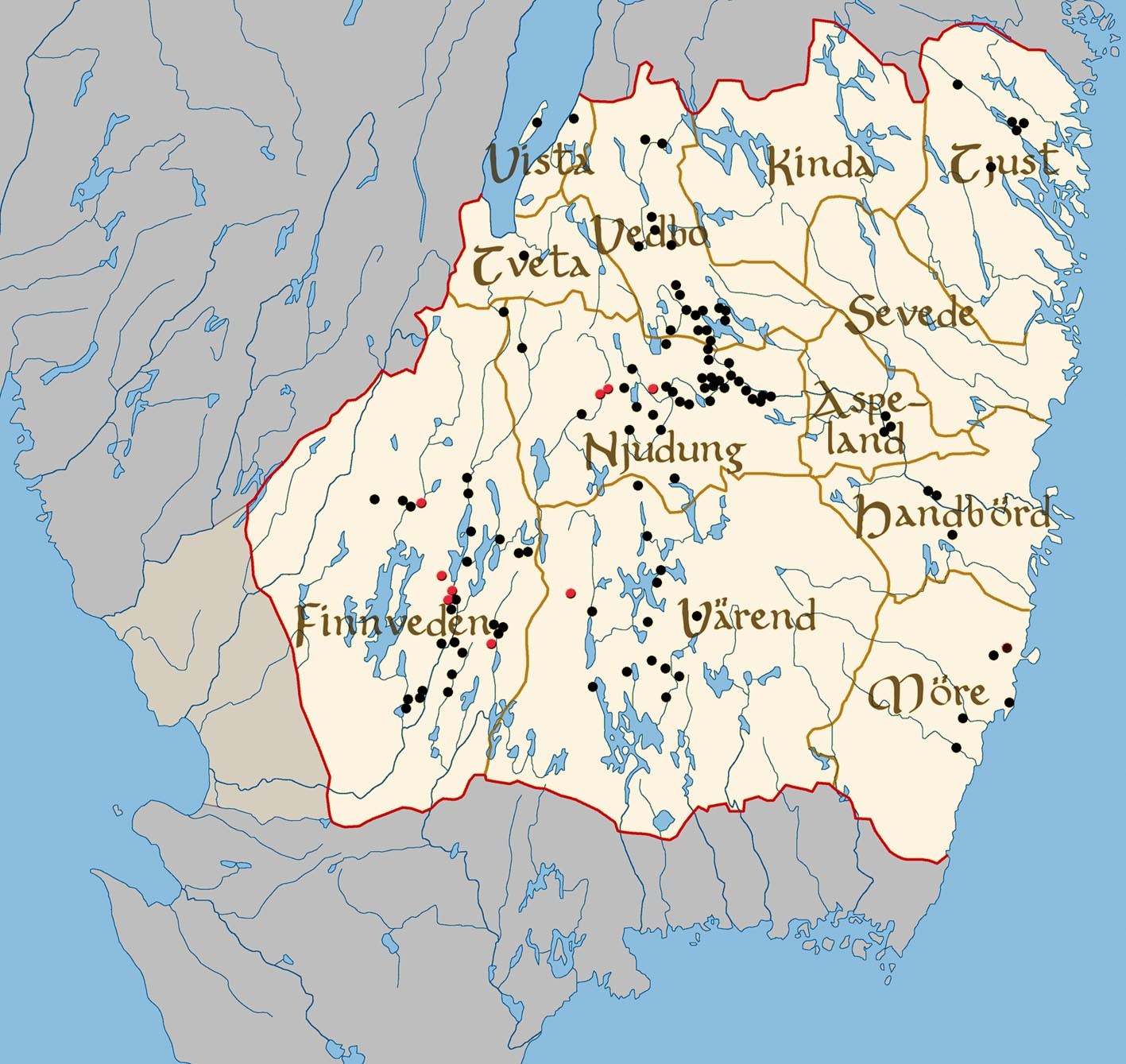
Runensteine in Småland

Der Runenstein am Dom zu Växjö (Sm 10 – schwedisch: Runstenen vid Växjö domkyrka) befindet sich außen an der Ostseite des Doms zu Växjö in der schwedischen Stadt Växjö in der historischen Provinz Småland.
Der Runenstein ist 1,15 m hoch und 0,58 m breit. Er entstand etwa im Jahr 1000. Über längere Zeit war seine Existenz in Vergessenheit geraten. Er wurde 1813 in der östlichen Mauer des Doms entdeckt. Zuvor war er von Putz verdeckt. Sein ursprünglicher Standort ist unbekannt. 
Seine Runeninschrift lautet, in das lateinische Alphabet übertragen:
...uki : reisti : stein : eftir : kunar . sun : kirimis x kuþ | healbi sel hans | tyki x | uikikir
Ins Deutsche übertragen lautet die Inschrift:
Tyke – Tyke Wikinger errichtete diesen Stein in Gedenken an Gunnar, Grims Sohn. Möge Gott seiner Seele helfen.
Möglicherweise gab es in Växjö zur Zeit der Errichtung des Steins mehrere Personen mit dem Namen Tyke, so dass man zur Unterscheidung noch den Begriff Wikinger hinzusetzte. Zugleich könnte die Bezeichnung auf eine Beteiligung Tykes an Wikingerfahrten hinweisen. Die christliche Abschlussformel, in kleineren Runen außerhalb des Schlangenbandes, kann nachträglich aufgebracht worden sein. Dass ein Mann den Namen Wikinger bekam, zeigt, dass das Wort einen positiven Klang hatte. Der Name kommt auf mehr als 20 Runensteinen vor (z. B. auf dem Runenstein von Kårestad).